# Taça de Prata 1985
Der Taça de Prata 1985 war die achte Spielzeit der zweiten Fußballliga Brasiliens.

## Saisonverlauf
Der Wettbewerb startete am 2. Februar 1985 in seine neue Saison und endete am 7. April 1985. Die Meisterschaft wurde vom nationalen Verband CBF ausgerichtet.
Am Ende der Saison konnte der Tuna Luso Brasileira die Meisterschaft feiern und konnte sich für die ersten Liga 1986 qualifizieren.
Der Wettbewerb wurde in vier Gruppenphasen ausgetragen. Alle Begegnungen wurden in Hin- und Rückspiel ausgetragen. Der Sieger der letzten Runde wurde Meister.

## Teilnehmer
Das Teilnehmerfeld wurde von 32 Mannschaften auf 24 verkleinert. Die Qualifikation erfolgte über das Abschneiden in den Fußballmeisterschaften der Bundesstaaten von Brasilien.
Die Teilnehmer waren:
| Bundesstaat         | Klub                     | Ergebnis |
| ------------------- | ------------------------ | -------- |
| Alagoas             | Clube de Regatas Brasil  | 1. Runde |
| Amazonas            | Atlético Rio Negro Clube | 2. Runde |
| Bahia               | AE Catuense              | 3. Runde |
| Brasília            | Sobradinho EC            | 1. Runde |
| Ceará               | Fortaleza EC             | 3. Runde |
| Espírito Santo      | Vitória FC (ES)          | 1. Runde |
| Goiás               | Goiânia EC               | 1. Runde |
| Maranhão            | Moto Club de São Luís    | 1. Runde |
| Mato Grosso         | União EC                 | 1. Runde |
| Mato Grosso do Sul  | Operário FC (MS)         | 3. Runde |
| Minas Gerais        | América Mineiro          | 2. Runde |
| Pará                | Tuna Luso Brasileira     | Meister  |
| Paraíba             | FC Treze                 | 2. Runde |
| Paraná              | Colorado EC              | 1. Runde |
| Pernambuco          | Central SC               | 2. Runde |
| Piauí               | Ríver AC                 | 1. Runde |
| Rio de Janeiro      | Americano FC (RJ)        | 2. Runde |
| Rio de Janeiro      | Goytacaz FC              | Endrunde |
| Rio Grande do Norte | América FC (RN)          | 1. Runde |
| Rio Grande do Sul   | EC Novo Hamburgo         | 1. Runde |
| Santa Catarina      | Figueirense FC           | Endrunde |
| São Paulo           | América FC (SP)          | 1. Runde |
| São Paulo           | Marília AC               | 2. Runde |
| Sergipe             | AD Confiança             | 1. Runde |

## Modus
Punktevergabe
- 1. Anzahl von Siegen
- 2. Größere Anzahl von Punkten
- 3. Bessere Tordifferenz
- 4. Anzahl von Tore
- 5. Anzahl Gegentore
- 6. Direkter Vergleich

## 1. Runde
In der ersten Runde traten die 24 Teilnehmer in gelosten Spielen einmal in Hin- und Rückspiel gegeneinander an. Die Sieger zogen in die zweite Runde ein.
| Datum      |                       | Gesamt          |                          | Hinspiel | Rückspiel |
| ---------- | --------------------- | --------------- | ------------------------ | -------- | --------- |
| 2.2./9.2.  | Moto Club de São Luís | 0:3             | Tuna Luso Brasileira     | 0:0      | 0:3       |
| 2.2./10.2. | Ríver AC              | 1:5             | Fortaleza EC             | 1:3      | 0:2       |
| 2.2./10.2. | América Mineiro       | 2:2 (5:4 i. E.) | Vitória FC (ES)          | 2:0      | 0:2       |
| 3.2./9.2.  | FC Treze              | 3:1             | América FC (RN)          | 2:0      | 1:1       |
| 3.2./9.2.  | América FC (SP)       | 1:1 (2:3 i. E.) | Goytacaz FC              | 1:0      | 0:1       |
| 3.2./9.2.  | Central SC            | 1:1 (4:2 i. E.) | Clube de Regatas Brasil  | 1:1      | 0:0       |
| 3.2./9.2.  | Marília AC            | 4:1             | Colorado EC              | 1:1      | 3:0       |
| 3.2./10.2. | União EC              | 1:3             | Atlético Rio Negro Clube | 1:1      | 0:2       |
| 3.2./10.2. | AD Confiança          | 0:3             | AE Catuense              | 0:2      | 0:1       |
| 3.2./10.2. | Sobradinho EC         | 1:3             | Americano FC (RJ)        | 0:0      | 1:3       |
| 3.2./10.2. | EC Novo Hamburgo      | 1:2             | Figueirense FC           | 0:0      | 1:2       |
| 3.2./10.2. | Operário FC (MS)      | 4:1             | Goiânia EC               | 2:0      | 2:1       |

## 2. Runde
| Datum      |                      | Gesamt          |                          | Hinspiel | Rückspiel |
| ---------- | -------------------- | --------------- | ------------------------ | -------- | --------- |
| 23.2./2.3. | Tuna Luso Brasileira | 3:1             | Atlético Rio Negro Clube | 1:0      | 2:1       |
| 23.2./3.3. | América Mineiro      | 1:4             | Goytacaz FC              | 1:3      | 0:1       |
| 24.2./2.3. | FC Treze             | 3:4             | Fortaleza EC             | 3:1      | 0:3       |
| 24.2./2.3. | Operário FC (MS)     | 3:0             | Americano FC (RJ)        | 3:0      | 0:0       |
| 24.2./3.3. | Marília AC           | 3:6             | Figueirense FC           | 2:3      | 1:3       |
| 24.2./3.3. | Central SC           | 1:1 (3:4 i. E.) | AE Catuense              | 1:1      | 0:0       |

## 3. Runde
| Datum       |                  | Gesamt |                      | Hinspiel | Rückspiel |
| ----------- | ---------------- | ------ | -------------------- | -------- | --------- |
| 10.3./13.3. | AE Catuense      | 1:3    | Goytacaz FC          | 0:0      | 1:3       |
| 10.3./13.3. | Operário FC (MS) | 2:4    | Figueirense FC       | 2:1      | 0:3       |
| 10.3./13.3. | Fortaleza EC     | 1:5    | Tuna Luso Brasileira | 0:0      | 1:5       |

## Finalrunde
In der Finalrunde trugen alle drei Klubs Hin- und Rückspiele gegeneinander aus.
| Datum |                      | Ergebnis |                      |
| ----- | -------------------- | -------- | -------------------- |
| 19.3. | Tuna Luso Brasileira | 1:0      | Figueirense FC       |
| 24.3. | Goytacaz FC          | 0:1      | Tuna Luso Brasileira |
| 27.3. | Goytacaz FC          | 3:1      | Figueirense FC       |
| 31.3. | Figueirense FC       | 3:2      | Tuna Luso Brasileira |
| 4.4.  | Tuna Luso Brasileira | 3:2      | Goytacaz FC          |
| 7.4.  | Figueirense FC       | 1:1      | Goytacaz FC          |

### Tabelle Finalrunde
Der Meister qualifizierte sich für die ersten Liga 1986.
| Pl. | Verein               | Sp. | S | U | N | Tore    | Diff. | Punkte |
| --- | -------------------- | --- | - | - | - | ------- | ----- | ------ |
| 1.  | Tuna Luso Brasileira | 4   | 3 | 0 | 1 | 007:500 | +2    | 06     |
| 2.  | Goytacaz FC          | 4   | 1 | 1 | 2 | 004:400 | ±0    | 03     |
| 3.  | Figueirense FC       | 4   | 1 | 1 | 2 | 007:900 | −2    | 03     |

### Entscheidungsspiel
Das Endrundenspiel zwischen Tuna Luso Brasileira und dem Goytacaz FC wird als Entscheidungsspiel der Meisterschaft angesehen, da nach diesem Tuna Luso als Meister feststand.
| Tuna Luso Brasileira                                     | Tuna Luso Brasileira | Goytacaz FC | Goytacaz FC |
| -------------------------------------------------------- | --- | --- | ----------- |
| Tuna Luso Brasileira                                     | \| 4. April 1985 in Belém (Pará) (Estádio Olímpico do Pará) \| \| Ergebnis: 3:2 (3:1) \| \| Zuschauer: 12.819 \| \| Schiedsrichter: Nei Andrade Nunesmaia \| | \| 4. April 1985 in Belém (Pará) (Estádio Olímpico do Pará) \| \| Ergebnis: 3:2 (3:1) \| \| Zuschauer: 12.819 \| \| Schiedsrichter: Nei Andrade Nunesmaia \| | Goytacaz FC |
| Tuna Luso Brasileira                                     | Ocimar – Quaresma, Ronaldo, Paulo Guilherme, Mário – Edgar, Ondino, Queirós – Tiago (Puma ), Paulo César, Luís Carlos Cheftrainer: José Dutra                | Gato Félix – Totonho, Cléber, Fazoli, César – Gaúcho Lima, Rubem Galaxe, Sousa – Bel, Paulinho (Da Costa ), Cosme (Edvaldo ) Cheftrainer: Pinheiro           | Goytacaz FC |
| Tuna Luso Brasileira                                     | 1:0 Luís Carlos (14.) 2:1 Paulo Guilherme (23.) 3:1 Ronaldo (31.)                                                                                            | 1:1 Gaúcho Lima (16.) 3:2 Sousa (78.) | Goytacaz FC |
| Tuna Luso Brasileira                                     | Mário, Quaresma, Paulo Guilherme | Totonho, Bel | Goytacaz FC |
| 4. April 1985 in Belém (Pará) (Estádio Olímpico do Pará) | | |             |
| Ergebnis: 3:2 (3:1)                                      | | |             |
| Zuschauer: 12.819                                        | | |             |
| Schiedsrichter: Nei Andrade Nunesmaia                    | | |             |

## Beste Torschützen
| Rang | Spieler     | Klub                 | Tore |
| ---- | ----------- | -------------------- | ---- |
| 1    | Paulo César | Tuna Luso Brasileira | 6    |
|      | Guilherme   | Figueirense FC       | 6    |
| 3    | Bugrão      | Figueirense FC       | 5    |

## Abschlusstabelle
Die Tabelle diente lediglich zur Feststellung der Platzierung der einzelnen Mannschaften in der Saison. Sie wurde zeitweise vom Verband auch zur Ermittlung einer ewigen Rangliste herangezogen. Sie setzt sich zusammen aus allen ausgetragenen Spielen. In der Sortierung hat das Erreichen der jeweiligen Finalphase Vorrang vor den erzielten Punkten.
| Pl. | Verein                   | Sp. | S | U | N | Tore    | Diff. | Punkte |
| --- | ------------------------ | --- | - | - | - | ------- | ----- | ------ |
| 1.  | Tuna Luso Brasileira     | 10  | 7 | 2 | 1 | 018:700 | +11   | 16     |
| 2.  | Goytacaz FC              | 10  | 5 | 2 | 3 | 012:700 | +5    | 12     |
| 3.  | Figueirense FC           | 10  | 5 | 2 | 3 | 019:150 | +4    | 12     |
| 4.  | Operário FC (MS)         | 6   | 4 | 1 | 1 | 009:500 | +4    | 09     |
| 5.  | Fortaleza EC             | 6   | 3 | 1 | 2 | 010:900 | +1    | 07     |
| 6.  | AE Catuense              | 6   | 3 | 1 | 2 | 008:700 | +1    | 07     |
| 7.  | FC Treze                 | 4   | 2 | 1 | 1 | 006:500 | +1    | 05     |
| 8.  | Central SC               | 2   | 0 | 0 | 2 | 000:200 | −2    | 0      |
| 9.  | Americano FC (RJ)        | 4   | 1 | 2 | 1 | 003:400 | −1    | 04     |
| 10. | Marília AC               | 4   | 1 | 1 | 2 | 007:700 | ±0    | 03     |
| 11. | Atlético Rio Negro Clube | 4   | 1 | 1 | 2 | 004:400 | ±0    | 03     |
| 12. | América Mineiro          | 4   | 1 | 0 | 3 | 003:600 | −3    | 02     |
| 13. | Vitória FC (ES)          | 2   | 1 | 0 | 1 | 002:200 | ±0    | 02     |
| 14. | América FC (SP)          | 2   | 1 | 0 | 1 | 001:100 | ±0    | 02     |
| 15. | Clube de Regatas Brasil  | 2   | 0 | 2 | 0 | 001:100 | ±0    | 02     |
| 16. | EC Novo Hamburgo         | 2   | 0 | 1 | 1 | 001:200 | −1    | 01     |
| 17. | América FC (RN)          | 2   | 0 | 1 | 1 | 001:300 | −2    | 01     |
| 18. | Sobradinho EC            | 2   | 0 | 1 | 1 | 001:300 | −2    | 01     |
| 19. | União EC                 | 2   | 0 | 1 | 1 | 001:300 | −2    | 01     |
| 20. | Colorado EC              | 2   | 0 | 1 | 1 | 001:400 | −3    | 01     |
| 21. | Moto Club de São Luís    | 2   | 0 | 1 | 1 | 000:300 | −3    | 01     |
| 22. | Goiânia EC               | 2   | 0 | 0 | 2 | 001:400 | −3    | 0      |
| 23. | AD Confiança             | 2   | 0 | 0 | 2 | 000:300 | −3    | 0      |
| 24. | Ríver AC                 | 2   | 0 | 0 | 2 | 001:500 | −4    | 0      |